# Przerośl (gmina w województwie stanisławowskim)
Przerośl – dawna gmina wiejska w powiecie nadwórniańskim województwa stanisławowskiego II Rzeczypospolitej. Siedzibą gminy był Przerośl.
Gminę utworzono 1 sierpnia 1934 r. w ramach reformy na podstawie ustawy scaleniowej z dotychczasowych gmin wiejskich: Cucyłów, Fitków, Kamienna, Nazawizów, Przerośl, Tarnowica Leśna i Wołosów.
Po II wojnie światowej obszar gminy znalazł się w ZSRR.